# Ernstbahn
| Ernstbahn um 1877 |                     |                                 |                                 |
| Streckenlänge: | 7,6 km              |                                 |                                 |
| Spurweite: | 800 mm (Schmalspur) |                                 |                                 |
| |                     |                                 |                                 |
| \| \| \| Leun/Braunfels Lahntalbahn \| \| \| \| 0,0 \| Lahntalbahnhof \| Lahntalbahnhof \| \| \| \| \| \| \| \| 3,1 \| Obermühle \| Obermühle \| \| \| 4,0 \| Braunfels Stift (früher: Stadt) \| Braunfels Stift (früher: Stadt) \| \| \| 5,0 \| Eisenfeld (Betriebswerk) \| Eisenfeld (Betriebswerk) \| \| \| 5,1 \| Grube Ottilie \| Grube Ottilie \| \| \| 6,5 \| Philippstein Clöserweide \| Philippstein Clöserweide \| \| \| 7,6 \| Philippstein \| Philippstein \| \| \| \| \| \| |                     |                                 |                                 |
| Bahnhof quer |                     | Leun/Braunfels Lahntalbahn      | Leun/Braunfels Lahntalbahn      |
| Haltepunkt / Haltestelle Streckenanfang (Strecke außer Betrieb) | 0,0                 | Lahntalbahnhof                  | Lahntalbahnhof                  |
| |                     |                                 |                                 |
| Haltepunkt / Haltestelle (Strecke außer Betrieb) | 3,1                 | Obermühle                       | Obermühle                       |
| Haltepunkt / Haltestelle (Strecke außer Betrieb) | 4,0                 | Braunfels Stift (früher: Stadt) | Braunfels Stift (früher: Stadt) |
| Blockstelle (Strecke außer Betrieb) | 5,0                 | Eisenfeld (Betriebswerk)        | Eisenfeld (Betriebswerk)        |
| Blockstelle (Strecke außer Betrieb) | 5,1                 | Grube Ottilie                   | Grube Ottilie                   |
| Blockstelle (Strecke außer Betrieb) | 6,5                 | Philippstein Clöserweide        | Philippstein Clöserweide        |
| Bahnhof (Strecke außer Betrieb) | 7,6                 | Philippstein                    | Philippstein                    |
| |                     |                                 |                                 |

Die Ernstbahn (bis 1877 Issertalbahn) war eine Schmalspurbahn mit 800 mm Spurweite im mittelhessischen Lahn-Dill-Kreis. Sie führte von Leun-Lahnbahnhof aus durch das Tal des Iserbachs an Braunfels vorbei bis Philippstein.

## Geschichte

### Grubenbahn (1)
Die Ernstbahn wurde 1875 – zunächst als offene Handelsgesellschaft – durch Fürst Ernst zu Solms-Braunfels und zwei weitere Grubenbesitzer gegründet. Sie sollte als Grubenbahn für den Erztransport aus Bergwerken rund um Braunfels im nördlichen Taunus zur Lahn dienen. Die Rechtsform wurde 1907 in eine GmbH umgewandelt.
Die Bahn kostete – einschließlich der Fahrzeuge – knapp 210.000 Mark. Sie war so profitabel, dass dieser Betrag bis 1881 aus dem Betriebsgewinn an die drei Gesellschafter zurückgezahlt werden konnte.
Die Strecke ging 1876 bis zur Grube Ottilie und 1877 bis zu den Gruben Fortuna Morgenstern und Clöserweide (Streckenkilometer 6,5) in Betrieb.
Haupttransportgut war Eisenerz. Die Transportleistung betrug zwischen 40.000 und 50.000 t im Jahr.

### Öffentliche Eisenbahn

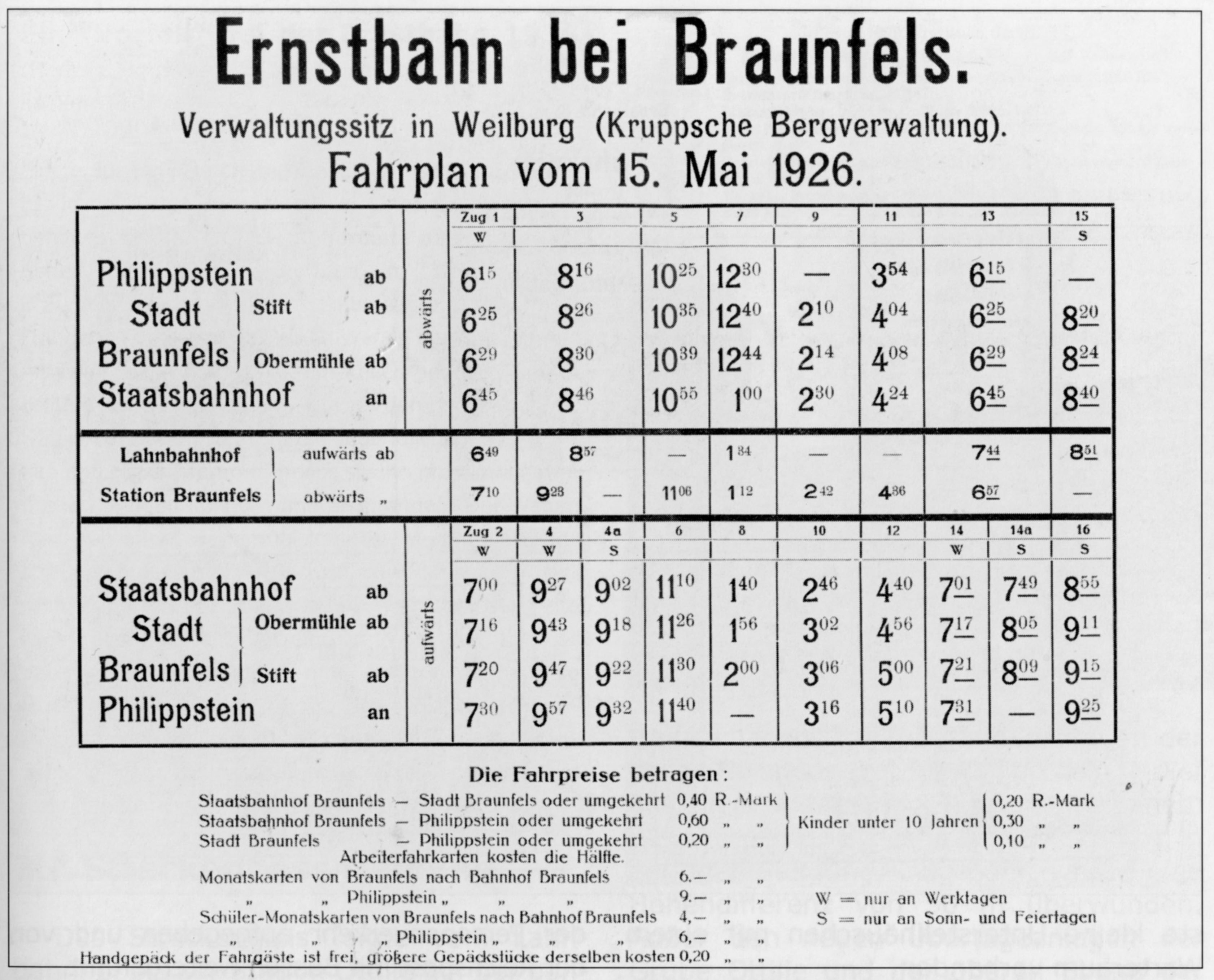
Fahrplan der Personenzüge 1926

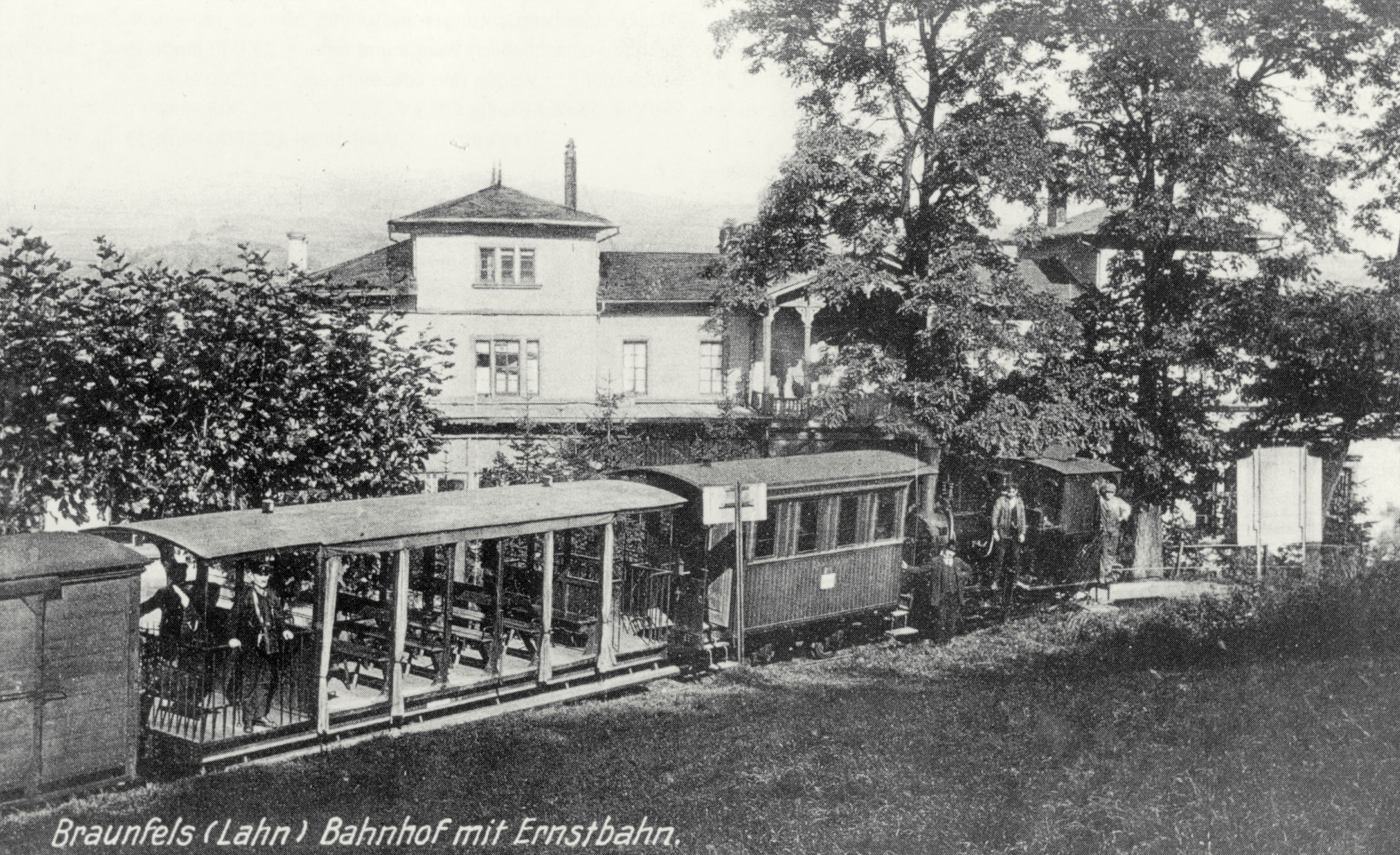
Personenzug im Lahnbahnhof. V. l. n. r.: Gepäckwagen, Sommerwagen, geschlossener Personenwagen, Lokomotive

#### Personenverkehr
Die Stadt Braunfels, zum Bahnhof Leun/Braunfels an der Lahntalbahn ungünstig gelegen, hatte großes Interesse daran, die Ernstbahn auch für Personen- und Stückgutverkehr zu nutzen. Da die Konzession aber für eine Grubenbahn ausgestellt war, wurde das zunächst verweigert. Erst mit dem Preußischen Kleinbahngesetz von 1892 änderten sich die Rahmenbedingungen, der preußische Staat änderte seine Haltung und zum 5. Juni 1894 auch die Konzession. Der öffentliche Personenverkehr wurde am 16. Juni 1894 aufgenommen. nun war die Ernstbahn eine Kleinbahn des öffentlichen Verkehrs, die bis zum Haltepunkt Braunfels Stift – das war der „Bahnhof“ für die Stadt Braunfels – auch Personen-, Stückgut- und – eher theoretisch, da in der Praxis bedeutungslos – öffentlichen Güterverkehr betrieb. Anfangs verkehrten die sieben Zugpaare nur von April bis September. Eingeschränkter Winterbetrieb wurde kurze Zeit später angeboten und ab 1900 ganzjährig uneingeschränkt gefahren. Viele Züge hatten im Bahnhof Leun/Braunfels Anschluss an Züge der Lahntalbahn in beide Richtungen. Die Zahl der angebotenen Zugpaare blieb meist bei sieben, so 1914 und 1926. Nur 1925 sollen es fünf gewesen sein.
Auch Philippstein wollte selbstverständlich Anschluss an den öffentlichen Personenverkehr. Der wurde aber wegen des schlechten baulichen Zustands der Strecke zunächst verweigert. Erst als 1911 der obere Teil der Strecke baulich verbessert worden war, wurde eine entsprechende Genehmigung erteilt und der Personenverkehr ab dem 1. Mai 1913 bis nach Philippstein Papiermühle verlängert. Die Fahrzeit zwischen Lahntalbahnhof, der unmittelbar benachbart zum Staatsbahnhof Leun/Braunfels lag, und Braunfels Stift betrug 20 Minuten, zwischen dem Lahntalbahnhof und Philippstein 30 Minuten. Die Züge führten – zumindest bis zum Ersten Weltkrieg – 2. und 3. Klasse. Die Fahrgastzahlen entwickelten sich nach oben: 1904 waren es 36.608, 1924 waren es 52.290. Die Haltepunkte hatten kleine Unterstellhäuschen mit Warteraum für die Fahrgäste.
Ein großes Problem dieses Eisenbahnverkehrs war, dass sich der Haltepunkt Braunfels Stift, der Stadt Braunfels am nächsten gelegen, von wo und wohin der Hauptanteil der Reisenden unterwegs war, im Tal und weit entfernt von der auf einer Anhöhe gelegenen Stadt befand. Bereits ab 1908 war der Personenverkehr für die Bahn defizitär. Durch die Eröffnung des nördlichen Abschnitts der Bahnstrecke Friedrichsdorf–Albshausen 1912 erhielt Braunfels mit dem Bahnhof Braunfels-Oberndorf einen Bahnhof an der Staatsbahn. Nach dem Ersten Weltkrieg verkehrte auch eine Postbuslinie parallel zur Ernstbahn. Dadurch ging der öffentliche Verkehr auf der Strecke dann so stark zurück, dass der Personen- und Stückgutverkehr am 16. Juni 1930 eingestellt wurde. Da mittlerweile auch die Gruben ihren Betrieb eingestellt hatten – mit dem Ende des Ersten Weltkrieges war der Bedarf an Eisenerz drastisch gesunken – führte das zur kompletten Betriebseinstellung.

#### Weitere Entwicklung
1905 kaufte die Friedrich Krupp AG in Essen die Grube Fortuna Morgenstern, 1906 die Bergwerksbetriebe des Fürsten von Braunfels und übernahm damit auch dessen Anteile an der Eisenbahn. 1915 kaufte Krupp dann auch noch Grube und Anteile an der Ernstbahn von den Rechtsnachfolgern des ursprünglich dritten Gesellschafters, so dass nun alle Gesellschaftsanteile an der Ernstbahn bei Krupp vereinigt waren.
1924 gingen die Bergwerksaktivitäten im Bereich um Braunfels an die Sieg-Lahn-Bergbau AG über, die nun auch die Ernstbahn betrieb.

### Grubenbahn (2)
Die Anlagen und Fahrzeuge wurden auch nach der Betriebseinstellung 1930 weiter betriebsbereit erhalten. Mit der Autarkiepolitik der Nationalsozialisten und der von ihnen betriebenen Aufrüstung wurde der Eisenerzbergbau – und damit auch die Ernstbahn – zum 1. März 1936 wieder reaktiviert. 1939 wurden neue Wagen für den Erztransport beschafft und die Ernstbahn wies aufgrund des Rüstungsbedarfs im Zweiten Weltkrieg starken Verkehr auf.
1953 gingen die Bergwerke und die Ernstbahn an die Harz-Lahn-Erzbergbau AG über. Diese investierte in den folgenden Jahren ganz erheblich in die Bahnanlagen. 1956 ersetzte sie die Dampflokomotiven durch zwei Diesellokomotiven. Der Oberbau wurde mit Stahlschwellen erneuert, die Strecke aber oberhalb des Bergwerks Ottilie aufgegeben. Dann kam das Ende aber sehr schnell: Mit Ablauf des Jahres 1962 wurde der gesamte Bergbau im Iserbachtal aufgegeben und damit auch die Ernstbahn. Die letzten Züge fuhren Anfang 1963, dann wurden die Anlagen abgebrochen.

## Strecke

### Beschreibung
Die Strecke begann im Lahnbahnhof neben dem Staatsbahnhof Leun/Braunfels an der Lahntalbahn und führte das Iserbachtal, ein Seitental der Lahn, hinauf. Die Strecke führte etwa einen Kilometer entfernt und unterhalb der Stadt Braunfels entlang bis zur Grube Ottilie (5,1 km) und endete ab 1. Oktober 1877 in Philippstein Clöserweide bei km 6,5. Die Strecke verlief überwiegend entlang der Landstraße, erst oberhalb der Grube Ottilie auf einem eigenen Bahndamm. Auf ihrer gesamten Länge überwand sie eine Steigung von etwa 50 m.
Die einzelnen Gruben hatten Anschlussgleise. Am Staatsbahnhof bestand eine Umladestelle, in der aus Hochlage der Inhalt der Erztransportwagen in Güterwagen der Staatsbahn gekippt wurde.

### Relikte
Am Bahnhof Leun/Braunfels existiert noch die alte Verladerampe sowie in einem Feldweg ein kurzes Stück Gleis. In Philippstein ist noch eine Eisenbahnbrücke über einen westlichen Zufluss des Isserbachs erhalten.

## Fahrzeuge

### Lokomotiven
Die Ernstbahn besaß im Laufe ihrer Geschichte insgesamt vier Dampf- und am Ende ihrer Betriebszeit zwei Diesellokomotiven:
| Betriebsnummer Name | Bauart | Hersteller                     | Baujahr | Fabriknummer | Zugang   | Abgang | Anmerkung                                                                                |
| ------------------- | ------ | ------------------------------ | ------- | ------------ | -------- | ------ | ---------------------------------------------------------------------------------------- |
| 1                   | Bn2t   | Lokomotivfabrik Krauss & Comp. | 1876    | 639          | 1876     | 1957   | Es war zunächst die einzige Lokomotive der Ernstbahn.                                    |
| 2                   | Bn2t   | Lokomotivfabrik Krauss & Comp. | 1879    | 767          | 1879     | 1963   | Baugleich mit der ersten Lokomotive                                                      |
| 3                   | Bn2t   | Arnold Jung Lokomotivfabrik    | 1893    | 171          | 1893     | 1930   | Beschafft für den Reisezugverkehr                                                        |
| 4 BRAUNFELS         | Bn2t   | Orenstein & Koppel             | 1908    | 2822         | vor 1914 | 1963 ? | Beschafft für den Reisezugverkehr über Friedrich Krupp, Essen, für Braunfelser Ernstbahn |
| DL 1                | B      | Ruhrthaler Maschinenfabrik     | 1956    | 3402         | 1956     | 1964   | Typenbezeichnung: D75 Ö/V (80 PS) 1964 verkauft an Krupp Kalksteinwerk Fachingen         |
| DL 2                | B      | Ruhrthaler Maschinenfabrik     | 1956    | 3403         | 1956     | 1964   | Typenbezeichnung: D75 Ö/V (80 PS) verschrottet                                           |

### Güterwagen
Der Betrieb begann mit 15 Erzwagen mit einer Länge über Puffer von 4,2 m. Der Bestand wurde ständig aufgestockt und erreichte 1882 die Zahl von 50. Die Wagen dieser ersten Serie hatten Stahlrahmen, aber einen Holzaufbau. Sattelböden und je zwei Klappen an jeder Seitenwand dienten zum Entleeren. Die zweite Serie wies die gleiche Konstruktion auf, war aber nun komplett aus Stahl gefertigt. Die dritte, noch später beschaffte Serie bestand aus größeren Wagen, in der Konstruktion ähnlich Ot-Wagen der Normalspurbahn, nur viel kleiner. Alle Wagen waren Zweiachser, ein Teil war mit Bremserplätzen oder Bremserhäuschen ausgerüstet.
Weiter hatte die Ernstbahn zwei geschlossene Güterwagen, von denen einer als Stückgut- und Gepäckwagen lief. Aus Eigenbau gab es darüber hinaus noch einige Flachwagen.

### Personenwagen
1928 besaß die Bahn fünf, 1936 (noch nach Einstellung des öffentlichen Verkehrs) drei Personenwagen, einer davon war ein Sommerwagen. Der Wagen Nr. 2 hatte ein „Abteil der Polsterklasse“, war also wohl für die Fahrgäste der (alten) 2. Klasse vorgesehen. Auch die Personenwagen waren zweiachsig – nur der Sommerwagen hatte zwei zweiachsige Drehgestelle. Ein geschlossener Personenwagen überdauerte die Zeit als Hühnerstall, wurde aufgearbeitet und gehört heute zum Bestand des Feld- und Grubenbahnmuseums Fortuna.